# Петър Чупаров
Петър Чупаров е български революционер, деец на Вътрешната македоно-одринска революционна организация.

## Биография
Чупаров е роден във велешкото село Папрадище през 1872 година. Той е един от видните местни дейци на ВМОРО в Азот.
След Младотурската революция в 1908 година се легализира, но е заплашван многократно да стане сърбоманин. През септември 1910 г., връщайки се от Велес, е пленен от засада от сърбоманския войвода Йован Бабунски и негов четник и е убит.